# Pasenadi
Pasenadi (en idioma palí) o Prasenajit (en idioma sánscrito) fue un rey de Kosala del siglo VI a. C.. Sucedió a su padre Majá Kosala. Fue un destacado discípulo laico de Buda, y benefactor de la causa budista.

## Biografía
Sus datos se han reconstruido a partir de informaciones dispersas en el Canon palí y en el Canon tibetano, a veces contradictorias y no necesariamente exactas. Era hijo de un rey llamado Majá Koshala, del clan solar; estudió en Taksila con otros príncipes de los reinos vecinos y fue designado como heredero por su padre a causa de los buenos resultados de sus estudios.
Aparece en la tradición budista como un rey que se esforzó por mejorar la administración, y recompensó a los hombres de valía.
Tres de sus esposas fueron particularmente notables. Una de ellas era hermana del rey Bimbisara de Magadha, casado a su vez con una princesa de Kosala. La segunda fue Mallika, hija del jefe de los fabricantes de guirnaldas, y la preferida de Pasenadi de acuerdo a la tradición.
La tercera fue Vasava Khattiya, hija de Majanama Shakia, un primo de Buda, ya que Pasenadi deseaba fervientemente establecer lazos familiares con el maestro. Con ella tuvo a dos hijos: un niño (Vidu Dabha o Viru Dhaka) ―al que los Puranas (textos escritos muy pocos siglos después de estos hechos) se refieren con el nombre de Kshudraka (mezquino)― y una niña (Vashirá), a la que casó con el rey Áyata Shatru (491-461 a. C.). Pasenadi tuvo este solo hijo varón, pero cuando este cumplió los 16 años fue al país de su madre para visitar a su familia, y se enteró por casualidad de que su abuela no era una princesa shakia sino una esclava llamada Nagamunda. Al enterarse de que los shakias no le consideraban digno de una alianza de nobles, Pasenadi degradó a su esposa Vasava Khattíia y a su hijo Viru Dhaka a la condición de plebeyos. Tiempo después restauró su posición gracias a una intervención de Buda, tío segundo de su esposa. El joven Viru Dhaka siempre mantuvo el rencor contra el clan de su madre, y al convertirse en rey los atacó y destruyó.
Mientras Pasenadi estaba lejos de su capital Sravasti, su ministro Dīgha Chārāyana lo derrocó y puso a Viru Dhaka en el trono. Entonces Pasenadi fue a Magadha a pedir ayuda al rey Ayata Shatru para recuperar el trono. Pero antes de encontrarse con él, Pasenadi murió de congelación a las puertas de Rajagriha.